# Siegenthal
Siegenthal – nieistniejąca już część wsi Berehy Dolne (do 1939 powiat dobromilski, obecnie Brzegi Dolne) powiat bieszczadzki, Gmina Ustrzyki Dolne. Parafia ewangelicka (do 1940) w Bandrowie.
Siegenthal leżało przy drodze z Ustrzyk Dolnych do granicznej wsi Krościenko nad Strwiążem, 4 km od Ustrzyk Dolnych, 8 km od Wyżnego. Układ zabudowy wsi w formie łańcuchówki niemieckiej.
Wieś zorganizowana jako kolonia niemiecka, pierwsi koloniści zaczęli przybywać tu po 1784 (tzw. kolonizacja józefińska). Kolonia została zlikwidowana w 1946. Na terenie cmentarza ewangelickiego zachowały się pojedyncze nagrobki.

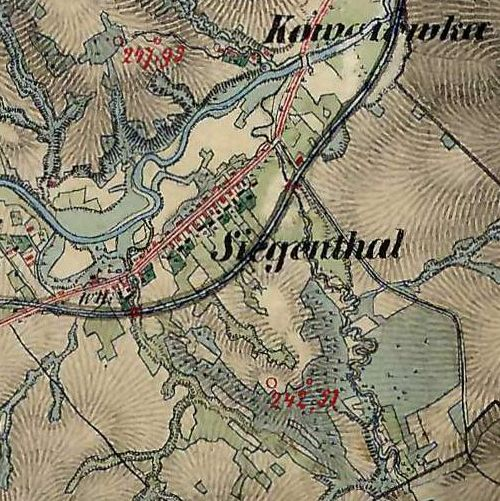
Siegenthal na mapie z 1869